# Pantanillo (Abejorral)
Pantanillo es un centro poblado del municipio colombiano de Abejorral. Se encuentra a 14 kilómetros de la cabecera municipal y es el principal centro poblado del municipio. 
Durante mucho tiempo fue paso obligado para la comunicación vial entre los departamentos de Antioquia y Caldas. Tiene bajo su área de influencia 14 veredas: Monteloro, El Reposo, Naranjal, Guayabal, Las Trojas, San Bernardo, Llanogrande, El Vesubio, La Llanada, La Pérdida, Sotayac, Cabuyal, Corinto y Mata de Guadua. 
Su actividad económica se centra en la práctica de la agricultura, destacándose principalmente el cultivo del café, y otros cultivos en menor proporción tales como el plátano o la yuca. Gran parte de su población se concentra en su zona urbana, formada por un caserío donde se ubica el Templo Parroquial de Nuestra Señora del Perpetuo Socorro, arquitectónicamente único en el mundo; La Institución Educativa Rural de Pantanillo, El Cementerio, El puesto de Salud, La Estación de Policía y otras Instituciones dedicadas al servicio en el centro poblado. Posee dos vías de acceso por tierra que lo comunican con la cabecera municipal de Abejorral y con el Departamento de Caldas.

## Reseña histórica
Hasta comienzos del siglo, Pantanillo no es más que una de tantas veredas de Abejorral. Hacía 1930 se perfila como un pequeño caserío con Capilla, Escuela de varones y de Niñas y habitaciones enfiladas en medio de una complicada zona geográfica. Mediante el acuerdo 04 de 20 de marzo de 1934, fue reconocido a la categoría de centro poblado y por ordenanza número 25 del 14 de diciembre de 1959 se creó la Inspección de Policía.
El 15 de septiembre de 1956 el Señor Arzobispo de Medellín, Dr. Joaquín García Benítez, expidió el decreto número 766 por el cual se creó la Parroquia Nuestra Señora del Perpetuo Socorro de Pantanillo y se nombró como primer párroco al presbítero Pablo Acosta Pérez, quien dirigió sus destinos espirituales hasta 1965 y dejó la más honda huella por sus templadas virtudes, por el carácter, por la entrega a la misión sublime, por el dinamismo permanente y efectivo, y levantó el templo parroquial.

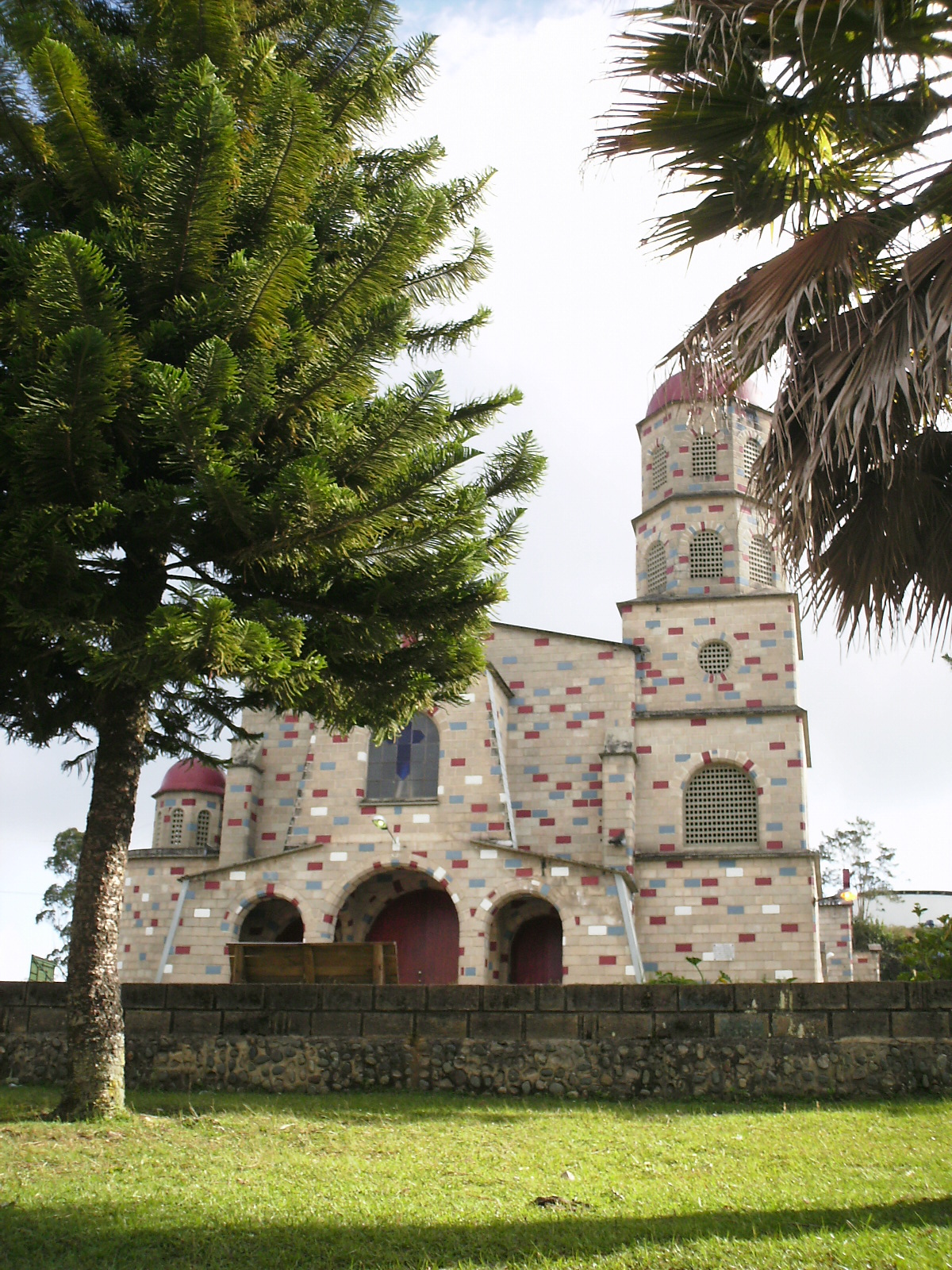
Parroquia Nuestra Señora del Perpetuo Socorro

## Contextos

### Contexto cultural
Pantanillo está conformado por múltiples actores sociales y culturales: sector público, sector privado, comunidades organizadas, con diferentes niveles de organización y de capacidad de influencia el en curso de los acontecimientos. Cada uno de ellos movido por sus propios intereses y participa en diversos escenarios de orden político, social, económico y cultural. Se promueven algunos talentos culturales y artísticos como la danza tradicional y el teatro.

### Organización territorial
Además, del centro poblado Pantanillo. Tiene bajo su área de influencia 14 veredas. En ella hace presencia la administración del municipio de Abejorral, y en su nombre una enfermera y un monitor de recreación y deportes. Cuenta además con una Junta de Acción Comunal, y diversas entidades comunitarias como el comité interinstitucional, que forman parte activa del trabajo comunitario.

### Contexto económico
La principal actividad económica del centro poblado es de orden agrícola con productividad de café, plátano, y papa. También se destacan la actividad maderera, panelera, entre otras, destacando también la actividad comercial que se ejerce a través de tiendas de abarrotes, misceláneas, cafeterías, cantinas y discotecas y comercializadoras independientes de productos agrícolas. La población que está laborando corresponde a empleados de la Administración Municipal, la ESE, las empresas de servicios públicos, el sector educativo, y en general empleos informales. Existe sin embargo una muy grande tasa de desempleo.

### Personas destacadas
Varias han sido las personas que se han destacado por su servicio al desarrollo del centro poblado, entre ellas la Hermana Catalina Ramírez, perteneciente a la Comunidad Religiosa de las Hermanas de la Caridad Dominicas de la Presentación, y quien desde el año 1995, se desempeña como Directora del Hogar Juvenil Campesino, una Institución sin ánimo de lucro que facilita el acceso a la Educación de Jóvenes que viven en lugares remotos. Esta religiosa, se ha destacado por su empeño y dedicación que han contribuido al desarrollo social del corregimiento.